# Валерга, Диего
Диего Валерга (исп. Diego Valerga; род. 1 октября 1971, Буэнос-Айрес) — аргентинский шахматист, гроссмейстер (2009).
В составе сборной Аргентины участник 2-х Олимпиад (2006 и 2010).

## Спортивные достижения
| Год  | Город          | Турнир         | + | − | = | Результат | Место |
| ---- | -------------- | -------------- | - | - | - | --------- | ----- |
| 2006 | Турин          | 37-я Олимпиада | 3 | 3 | 2 | 4 из 8    |       |
| 2010 | Ханты-Мансийск | 39-я Олимпиада | 1 | 2 | 1 | 1½ из 4   |       |
|      |                |                |   |   |   | из        |       |

## Изменения рейтинга
| Графики недоступны из-за технических проблем. См. информацию на Фабрикаторе и на mediawiki.org. |